# Ратвен (Ајова)
Ратвен (енгл. Ruthven) град је у америчкој савезној држави Ајова. По попису становништва из 2010. у њему је живело 737 становника.

## Демографија
Према попису становништва из 2010. у граду је живело 737 становника, што је 26 (3,7%) становника више него 2000. године.
| Група             | 2000.       | 2010.       |
| Белци             | 686 (96,5%) | 724 (98,2%) |
| Афроамериканци    | 0 (0,0%)    | 0 (0,0%)    |
| Азијати           | 2 (0,3%)    | 0 (0,0%)    |
| Хиспаноамериканци | 10 (1,4%)   | 6 (0,8%)    |
| Укупно            | 711         | 737         |